# 筒冠花属
筒冠花属（学名：Siphocranion）是唇形科下的一个属，为多年生草本植物。该属共有2种，分布于印度、锡金、缅甸北部、越南北部。

## 下级分类
本科包括以下属：
- Siphocranion flavidum Y.P.Chen & C.L.Xiang
- 筒冠花 Siphocranion macranthum (Hook.f.) C.Y.Wu
- 光柄筒冠花 Siphocranion nudipes (Hemsl.) Kudô[2]